# Nils Harriland-Blom
Nils Arthur Urban Harriland-Blom, född 25 maj 1905 i Linköping, Östergötlands län, död 22 maj 1979 i Linköping, Östergötlands län, var en svensk målare och musiker.

## Biografi
Nils Harriland-Blom var son till Tekla Maria Blom. Han var gift med Eva Lönnblom, men skildes 1946. Under åren 1929–1942 var han verksam som musiker, men började studera konst i slutet av 1930-talet. Han genomförde studier för Bertil Damm och Isaac Grünewald tidvis 1940–1942 samt vid Académie Colarossi i Paris 1949–1950 och gjorde studieresor i Danmark 1946, Tyskland upprepade gånger 1947–1951, Italien, Frankrike och Nordafrika. Harriland som särskilt ägnat sig åt att måla Parisstämningar i olja, har ställt ut separat i Norrköping 1942, Gävle 1943 och Linköping 1948 samt deltagit i utställningar i Linköping och Stockholm. 
Harriland besökte vid flera tillfällen konstnären Alf Gustavsson vid hans torp Grönlund utanför Linköping dit han tog cykeln från Linköping. Nils Harriland var även bekant med konstnären Dagny Schönberg som även porträtterat Nils Harriland.
Nils Harriland-Blom är begravd på Västra griftegården, Linköping.